# انتخاب او
انتخاب او (انگلیسی: Her Choice) یک فیلم کمدی صامت کوتاه به تهیه‌کنندگی آرتور هاتلینگ است که در سال ۱۹۱۵ منتشر شد. از بازیگران این فیلم می‌توان به اولیور هاردی، جرالد تی. هِـوِنـِر، می هاتلی و ریموند مک‌کی اشاره کرد.